# Centro (Toronto)
O Centro (Downtown) de Toronto inclui o centro financeiro e áreas adjacentes de Toronto, Ontário, Canadá. É limitada pela Bloor Street ao norte, pelo Lago Ontário ao sul, com o Rio Don a leste e Bathurst Street a oeste. O distrito contém as sedes de várias companhias canadenses, os maiores arranha-céus da cidade, e uma grande população residencial. Em anos recentes, diversos empreendimentos e construções foram feitos na região, tais como a revitalização do Dundas Square, da Galeria de Artes de Ontário e do Royal Ontario Museum.
Ao contrário de várias áreas centras da América do Norte (especialmente nos Estados Unidos), Toronto evitou com sucesso a degradação da qualidade de vida em sua área central com o crescimento de seus subúrbios após a Segunda Guerra Mundial, graças à uma política de reabilitação de antigas estruturas e incentivos à construção de estruturas e utilidades atrativas à convivência humana, e evitando utilidades tais como parques de estacionamento.